# Lonchaea trinalis
Lonchaea trinalis är en tvåvingeart som beskrevs av Mcalpine 1964. Lonchaea trinalis ingår i släktet Lonchaea och familjen stjärtflugor. Inga underarter finns listade i Catalogue of Life.